# Autostrada A49 (Niemcy)
Autostrada A49 (niem. Bundesautobahn 49 (BAB 49) także Autobahn 49 (A49)) – autostrada w Niemczech przebiegająca na osi północ-południe, od skrzyżowania z autostradą A7 na węźle Kreuz Kassel-Mitte  do skrzyżowania z autostradą A5 na węźle Dreieck Ohmtal w Hesji.